# Martha Mijares (actriz venezolana)
Martha Mijares (Caracas, Venezuela; 21 de septiembre de 1947) es una actriz venezolana.

## Carrera
Su debut en las telenovelas fue en 1963 participando en El amor tiene cara de mujer producida por VTV Canal 8. Su participación en Cristina, producida por Radio Caracas Televisión, le dio la oportunidad de compartir créditos con Marina Baura y María Félix.
Además de ser una de las actrices jóvenes más consideradas en los años 70.
Martha se muda a Miami, Florida en 2000, donde actualmente reside, y comienza una filmografía televisiva que hasta la fecha sigue activa, donde participó en telenovelas para las empresas Fonovideo, Telemundo, Univision y NBC Telemundo.
Entre las más destacadas, en el 2006 participa en Tierra de pasiones, compartiendo créditos con Gaby Spanic.
En el 2012 participó en la telenovela El rostro de la venganza, donde interpreta a la madre de Laura Gaby Rivero).
En el año 2016 interpretó a La Tía Bertha en Eva La Trailera. Allí compartió pantalla con Edith Gonzales, quien protagonizó la historia; también trabajó con actrices mexicanas muy reconocidas como Mónica Sánchez Navarro y Vanessa Bauche, entre otros.
Además de actriz, Mijares es también escritora. Publicó el libro ¿Y por qué no? Recetas de mi vida, donde habla de sus diferentes facetas como mujer, persona y actriz, acompañando sus historias con recetas de comida de su exclusividad.

## Vida personal
Mijares es la madre de la también actriz Ileana Simancas, fruto de su relación con el también actor Jean Carlos Simancas

## Filmografía

### Telenovelas
- La suerte de Loli (2021) Selma
- Milagros de Navidad (2017)
- Eva la Trailera (2016) es Bertha González, Tía Bertha
- Reina de Corazones (2014) es Paz Izaguirre
- Marido en alquiler (2013) es Doña Olga
- El rostro de la venganza (2012) es Manuela Cruz
- Tierra de pasiones (2006) es Olga
- Anita, no te rajes (2005) es Sílfide Delgado
- Prisionera (2004) es Mercedes Reyes
- La revancha (2000) es Romelia Hernández
- La mujer de mi vida (1998) es Teresa Bustillos
- Sol de tentación (1996) es Ana María
- Pecado de amor (1995) Doña Valentina
- Oki Doki (1992-1993) La Madre

```
   Paulina, entre otros personajes.
```

- Caribe (1990) es Ilse
- De Mujeres RCTV
- Gardenia (telenovela) (1990)
- .  Teatro en TV. Un Tranvía LLamado Deseo / Stella Kowalsky
- .  La Elegida
- RCTV Teatro Omega
- María del Mar (1978)
- Rafaela Venevision
- Raquel (1973) es Magaly
- Cristina (1970) es Susana
- El Amor tiene Cara de Mujer VTV Canal 8/1963 Protagonista juvenil" Bettina" Primera producción del canal.

### Películas
- El enterrador de cuentos (1978) es: La Abuela Mamanina Con Daniel Lugo
- Popsy Pop contra Papillón (1971) es Mindy Con Claudia Cardinalle

- Datos: Q6002144